# Casa Sastre (Boí)
|  | «Casa Sastre (la Vall de Boí)» redirigeix aquí. Vegeu-ne altres significats a «casa Sastre (Durro)». |

La Casa Sastre és una casa de Boí, a la Vall de Boí (Alta Ribagorça) inclosa a l'Inventari del Patrimoni Arquitectònic de Catalunya.

## Descripció
Edifici de planta rectangular, amb la paret nord i mitja façana est que fan mitgera.
Consta de planta baixa i dos pisos i la coberta és a dos vessants amb el carener paral·lel al carrer.
La façana est, que té la porta d'entrada, ha sofert una modificació en canviar de lloc la balconera del 1r. Pis, abans alineada amb la del 2n.i la porta. A la façana oest són visibles algunes transformacions a les obertures.
Les seves dimensions i la simplicitat volumètrica li donen una gran importància en el conjunt del carrer.